# Torondoy
Torondoy é uma cidade venezuelana, capital do município de Justo Briceño.